# Jevoncourt
Jevoncourt é uma comuna francesa na região administrativa de Grande Leste, no departamento de Meurthe-et-Moselle. Estende-se por uma área de 3,29 km². Em 2010 a comuna tinha 100 habitantes (densidade: 30,4 hab./km²).